# Liste der Mitglieder des Internationalen Orientierungslaufverbands
Der Internationale Orientierungslaufverband (IOF) hat derzeit (März 2014) 78 Mitgliedsverbände.
| Beitritt | Land / Gebiet          | Code | Verband                                                                                              | Gründung  | Region      |
| -------- | ---------------------- | ---- | --- | --------- | ----------- |
|          | Argentinien 1          | ARG  | Federacion del Deporte de Orientacion de la Republica Argentina                                      |           | Südamerika  |
| -/2014   | Aserbaidschan 1        | AZE  | Orienteering Federation of the Republic of Azerbaijan (SMEF)                                         |           | Europa      |
| 1973     | Australien             | AUS  | Orienteering Australia                                                                               | 1970      | Ozeanien    |
| 2010     | Barbados               | BAR  | Barbados Orienteering Federation                                                                     |           | Nordamerika |
|          | Belgien                | BEL  | Association Belge des Sports d'Orientation - Belgische Vereniging voor Orièntatiesporten (ABSO-BVOS) |           | Europa      |
| 1994     | Brasilien              | BRA  | Confederação Brasileira de Orientação (CBO)                                                          | 1999      | Südamerika  |
| 1961     | Bulgarien              | BUL  | Bulgarian Orienteering Federation (BGOF)                                                             |           | Europa      |
|          | Chile 1                | CHI  | Federación Chilena de Orientación                                                                    |           | Südamerika  |
| 1961     | Dänemark               | DEN  | Dansk Orienterings-Forbund (DOF) 2                                                                   | 1950      | Europa      |
| 1961     | Deutschland            | GER  | Deutscher Turner-Bund (DTB)                                                                          |           | Europa      |
|          | Ecuador 1              | ECU  | Federación Ecuatoriana de Orientación (FEDEO)                                                        |           | Südamerika  |
| 1991     | Estland                | EST  | Eesti Orienteerumisliit (EOF)                                                                        | 1962      | Europa      |
| 1961     | Finnland               | FIN  | Suomen Suunnistusliitto (SSL)                                                                        | 1945      | Europa      |
|          | Frankreich             | FRA  | Fédération Française de Course d’Orientation (FFCO)                                                  | 1970      | Europa      |
| 2005     | Georgien 1             | GEO  | Georgian Orienteering Federation (GeOF)                                                              |           | Europa      |
|          | Griechenland 1         | GRE  | Hellenic Orienteering Club                                                                           |           | Europa      |
| 1982     | Hongkong               | HKG  | Orienteering Association of Hong Kong (OAHK)                                                         | 1981      | Asien       |
|          | Indien 1               | IND  | Orienteering Federation of India                                                                     |           | Asien       |
|          | Indonesien 1           | INA  | Federation Orienteering National of Indonesia (FONI)                                                 |           | Asien       |
| 2013     | Iran 1                 | IRI  | Iranian Federation of Sport Associations                                                             |           | Asien       |
| 1975     | Irland                 | IRL  | Irish Orienteering Association (IOA)                                                                 |           | Europa      |
| -/1984   | Israel                 | ISR  | Israel Sport Orienteering Association                                                                | 1980      | Europa      |
|          | Italien                | ITA  | Federazione Italiana Sport Orientamento (FISO)                                                       | 1986      | Europa      |
|          | Jamaika 1              | JAM  | Jamaica Orienteering Federation                                                                      |           | Nordamerika |
|          | Japan                  | JPN  | Nihon Orienteering Kyokai                                                                            |           | Asien       |
| -/2014   | Kamerun 1              | CMR  | Association Sportive d'Orientation du Cameroun                                                       |           | Afrika      |
| 1968     | Kanada                 | CAN  | Orienteering Canada                                                                                  | 1967      | Nordamerika |
|          | Kasachstan             | KAZ  | Sport Orienteering Federation of the Republic of Kazakhstan                                          |           | Asien       |
| 2005     | Kenia 1                | KEN  | Bushtrekkers Orienteering Club Kenya                                                                 |           | Afrika      |
| 2010     | Kirgisistan 1          | KGZ  | Kyrgyzstan Orienteering Federation                                                                   |           | Asien       |
|          | Kolumbien              | COL  | Federación Colombiana de Orientación                                                                 |           | Südamerika  |
|          | Kroatien               | CRO  | Hrvatski orijentacijski savez                                                                        |           | Europa      |
| 1984     | Kuba 1                 | CUB  | Cuban Orienteering Federation                                                                        |           | Südamerika  |
| 1991     | Lettland               | LAT  | Latvijas Orientēšanās Federācija (LOF)                                                               | 1963      | Europa      |
|          | Liechtenstein          | LIE  | Orienteering Liechtenstein                                                                           |           | Europa      |
|          | Litauen                | LTU  | Lietuvos Orientavimosi Sporto Federacija (LOSF)                                                      |           | Europa      |
|          | Malaysia 1             | MAS  | Magnet Edge Orienteering Perak Malaysia (MEOM)                                                       |           | Asien       |
|          | Nordmazedonien 1       | MKD  | Macedonian Orienteering Sport                                                                        |           | Europa      |
|          | Moldau                 | MDA  | Moldavian Orienteering Federation                                                                    |           | Europa      |
| 2005     | Mongolei               | MGL  | Mongolian Orienteering Federation                                                                    |           | Asien       |
| 2011     | Montenegro             | MNE  | Planinarski savez Crne Gore (PSCG)                                                                   |           | Europa      |
| 2007     | Mosambik 1             | MOZ  | Associacao de Orientacao da Cidade de Maputo                                                         |           | Afrika      |
| 2014     | Nepal 1                | NEP  | Nepal Orienteering Federation                                                                        |           | Asien       |
| 1973     | Neuseeland             | NZL  | New Zealand Orienteering Federation (NZOF)                                                           |           | Ozeanien    |
| 1984     | Niederlande            | NED  | Nederlandse Orienteringsloop Bond (NOLB)                                                             | 1982      | Europa      |
| 1961     | Norwegen               | NOR  | Norges Orienteringsforbund (NOF)                                                                     | 1945      | Europa      |
|          | Nordkorea              | PRK  | Amateur Orienteering Association of the Democratic People’s Republic of Korea                        |           | Asien       |
|          | Österreich             | AUT  | Österreichischer Fachverband für Orientierungslauf (ÖFOL)                                            | 1966      | Europa      |
|          | Pakistan 1             | PAK  | Pakistan Orienteering Association Pakistan Orienteering Federation                                   |           | Asien       |
| 2010     | Panama 1               | PAN  | Panama Orienteering Club                                                                             |           | Südamerika  |
|          | Polen                  | POL  | Polski Związek Orientacji Sportowej (PZOS)                                                           | 1989      | Europa      |
| 1990     | Portugal               | POR  | Federacão Portuguesa de Orientacão (FPO)                                                             | 1987      | Europa      |
|          | Puerto Rico 1          | PUR  | Puerto Rico Sports for All                                                                           |           | Nordamerika |
|          | Republik China         | TPE  | Chinese Taipei Orienteering Association (CTOA)                                                       |           | Asien       |
|          | Rumänien               | ROU  | Federaţia Română de Orientare (FRO)                                                                  |           | Europa      |
|          | Russland               | RUS  | Russian Orienteering Federation (RUFSO)                                                              | 1991      | Europa      |
| 1961     | Schweden               | SWE  | Svenska Orienteringsförbundet (SOFT)                                                                 | 1938      | Europa      |
| 1961     | Schweiz                | SUI  | Swiss Orienteering                                                                                   | 1978      | Europa      |
|          | Serbien                | SRB  | Orijentiring Savez Srbije                                                                            |           | Europa      |
|          | Slowakei               | SVK  | Slovenský zväz orientacných športov                                                                  |           | Europa      |
|          | Slowenien              | SLO  | Orientacijska Zveza Slovenije                                                                        |           | Europa      |
| 2005     | Somalia 1              | SOM  | Somali Orienteering Federation                                                                       |           | Afrika      |
| 1982/-   | Spanien                | ESP  | Federatión Española de Orientación (FEDO)                                                            |           | Europa      |
| 1992     | Südafrika              | RSA  | South African Orienteering Federation (SAOF)                                                         | 1983      | Afrika      |
|          | Südkorea               | KOR  | Korean Orienteering Federation (KOF)                                                                 |           | Asien       |
|          | Thailand 1             | THA  | Thailand's Orienteering Association                                                                  |           | Asien       |
|          | Tschechien             | CZE  | Český svaz orientačních sportů (ČSOS)                                                                |           | Europa      |
|          | Türkei                 | TUR  | Turkish Orienteering Federation (TOF)                                                                | 2002      | Europa      |
| 2014     | Uganda 1               | UGA  | Uganda Orienteering Federation                                                                       | 2013      | Afrika      |
|          | Ukraine                | UKR  | Ukrainian Orienteering Federation (UOF)                                                              |           | Europa      |
| 1961     | Ungarn                 | HUN  | Magyar Tájékozódási Futó Szövetség (MTFSZ)                                                           |           | Europa      |
|          | Uruguay 1              | URU  | Uruguayan Orienteering Association                                                                   |           | Südamerika  |
|          | Venezuela 1            | VEN  | Club de Senderismo y Orientacion Deportiva                                                           |           | Südamerika  |
| 1973     | Vereinigte Staaten     | USA  | Orienteering USA                                                                                     | 1971      | Nordamerika |
|          | Vereinigtes Königreich | GBR  | British Orienteering                                                                                 | 1967      | Europa      |
|          | Volksrepublik China    | CHN  | Orienteering Association of China (OACN)                                                             |           | Asien       |
|          | Belarus                | BLR  | Belarus Orienteering Federation                                                                      | 1964/1993 | Europa      |
| 2011     | Zypern                 | CYP  | Cyprus Mountaineering, Sport Climbing and Orienteering Federation (KOMOAA)                           |           | Europa      |

## Ehemalige Mitglieder
| Beitritt | Austritt | Land / Gebiet                   | Code | Verband                                                                 | Gründung | Region |
| -------- | -------- | ------------------------------- | ---- | ----------------------------------------------------------------------- | -------- | ------ |
| 1961     | 1990     | Deutsche Demokratische Republik | GDR  | Deutscher Verband für Wandern, Bergsteigen und Orientierungslauf (DWBO) | 1958     | Europa |
| 1982     |          | Jugoslawien                     | YUG  |                                                                         |          | Europa |
|          |          | Sowjetunion                     | URS  |                                                                         |          | Europa |
|          |          | Tschechoslowakei                | TCH  |                                                                         | 1958     | Europa |